# محترم نور
محترم نور (ترکی استانبولی: Muhterem Nur؛ زادهٔ ۳۱ دسامبر ۱۹۳۲ – درگذشتهٔ ۲۰ مارس ۲۰۲۰) یک بازیگر و خواننده اهل ترکیه بود. او همسر مسلم گورسس بود.